# Reslöv
Reslöv är kyrkbyn i Reslövs socken och numera en del av tätorten Marieholm i Eslövs kommun i Skåne län.

## Historia
Ordet Reslöv härstammar troligen från ordet Reiderslef, vilket betyder "Reidars marker". Reidar var en storgårdsägare under 500-talet, vilken sträckte sig från nuvarande bro vid kapellet i en cirkel mot gränsen till byn Sibbarp samt slutligen längs med ån från Marieskolan. Historiskt har också ett äldre danskt namn, Resle, använts.
Nuvarande Reslövs by var tidigare en större samling gårdar, vilka dock flyttades ut kring markerna under enskiftet lett av Rutger Macklean. Enda kvarvarande gården som har kvar sin position från perioden innan 1600-talet är nuvarande Reslöv 502, tidigare Reslöv 5.
Under Horns krig tvingade en svensk befälhavare 1645 ortsborna att ta ned kyrkklockan ur tornet "och sedan skiutsa henne åth Småland", där klockan, som funnit behag i svenskens öron, hängdes upp i Markaryds kyrka.